# Caral
Caral (též Caral-Supe) je název jedné z peruánských archeologických lokalit, které jsou zařazeny na seznam světového kulturního dědictví UNESCO. Toto centrum prehispánské civilizace Caral se nachází v údolí Valle de Supe, 200 kilometrů severně od Limy, jeho stáří se odhaduje na 5 000 let. Rozkládá se na území o rozloze 66 ha. Vzhledem ke svému stáří se jedná o výjimečně zachovalou lokalitu, ve které se nachází mimo jiné několik pyramidových struktur, kruhových prostranství či pozůstatky obytných budov. Caral bylo ve své době náboženským a duchovním centrem přilehlých lidských sídelních celků. Byly zde nalezeny útržky textů „zapsaných“ uzlovým písmem kipu.
Civilizace Caral (též pod názvem civilizace Norte Chico) patří mezi nejstarší kultury na americkém kontinentu - rozvíjela se ve stejném časovém období jako starověké kultury Mezopotámie, Indie, Číny, Egyptu či Řecka.

## Fotogalerie

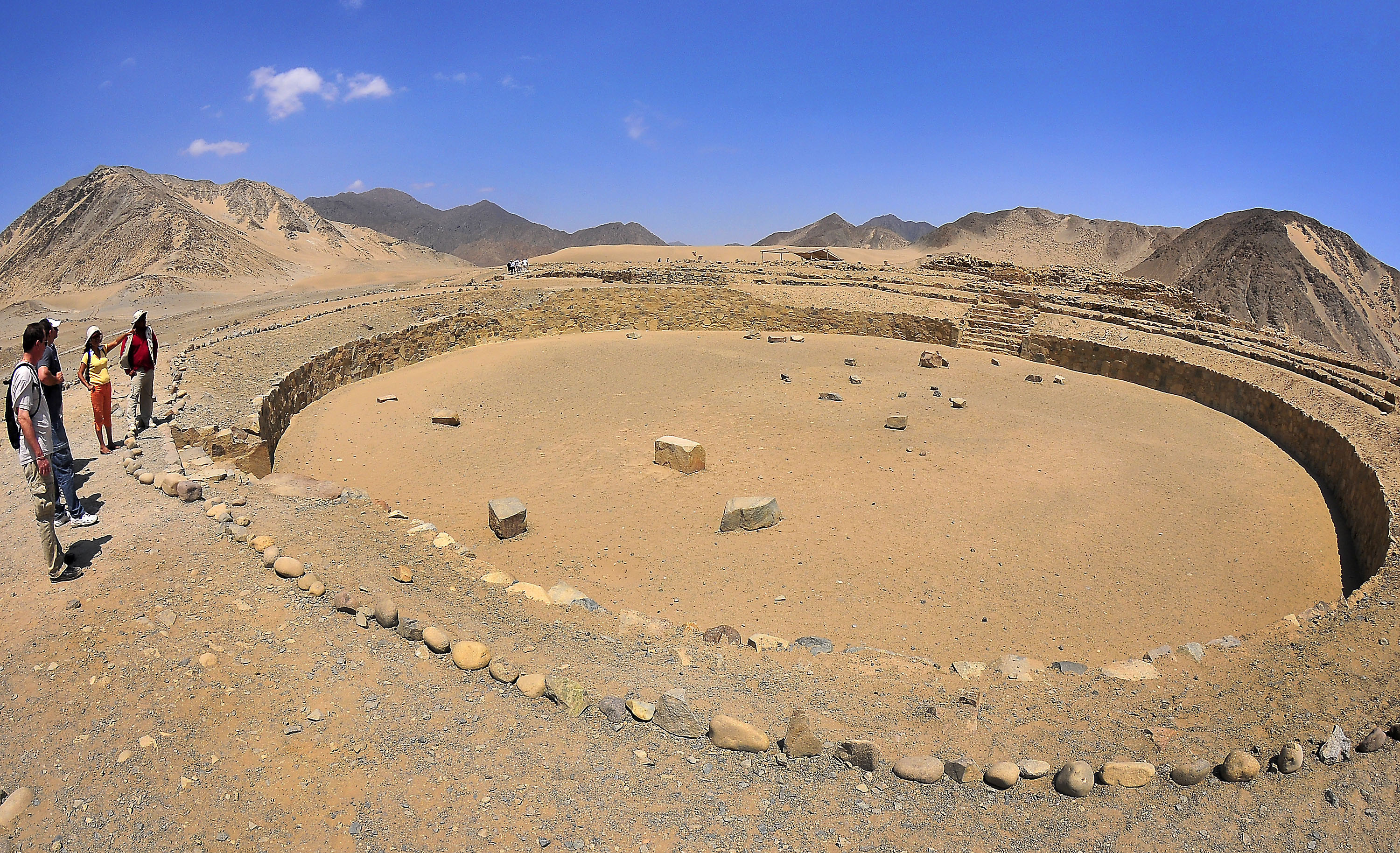
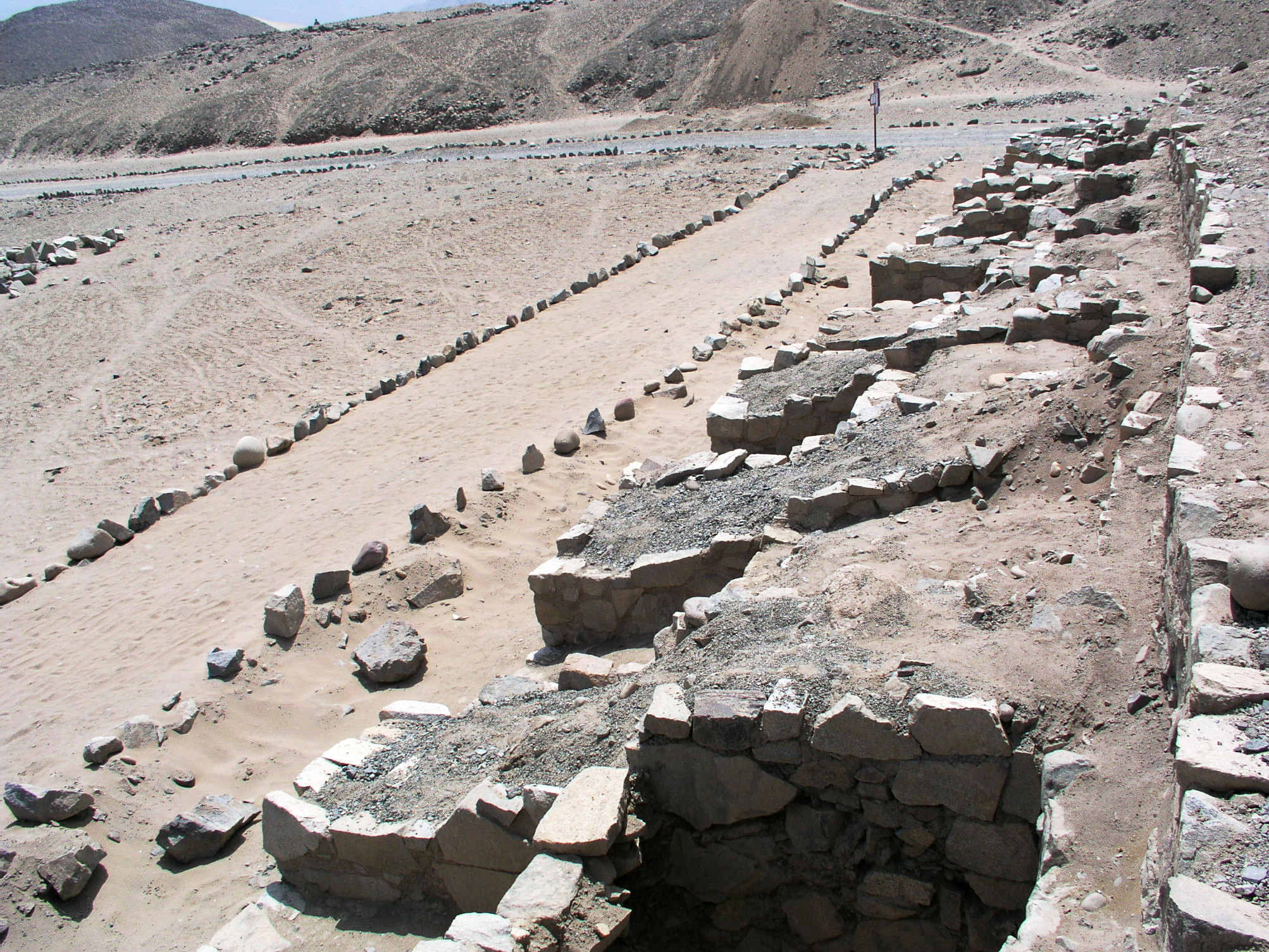
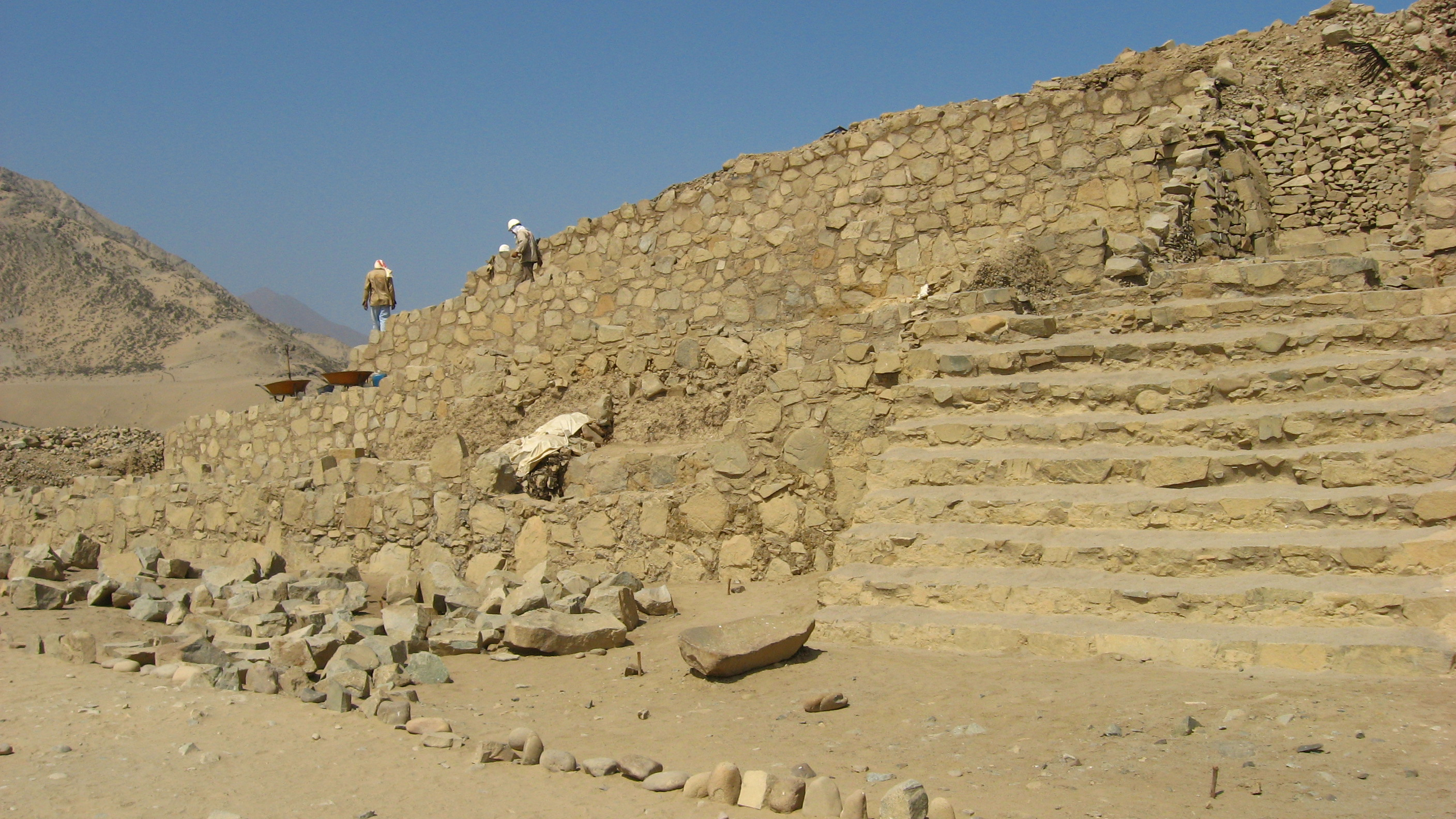
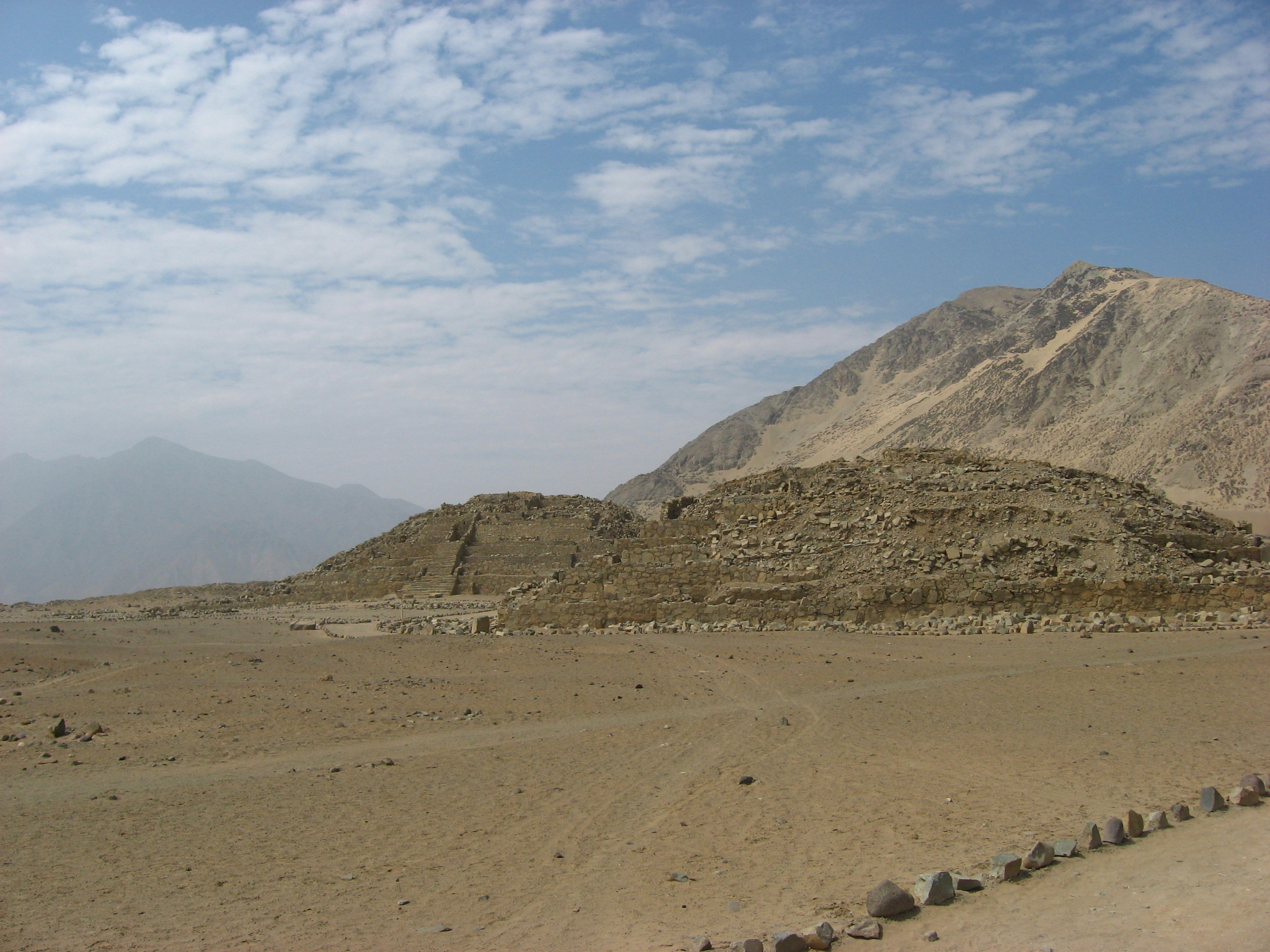